# Chile i olympiska vinterspelen 1948
Chile deltog med 4 deltagare vid de olympiska vinterspelen 1948 i Sankt Moritz. Ingen av landets deltagare erövrade någon medalj.